# Сулейман-Стальський район
Сулейман-Стальський район (лезгин. СтІал Сулейманан район) — муніципальний район Дагестану, Росія.
Адміністративний центр — село Касумкент. Відстань до республіканського центру — Махачкали — 200 км, до найближчого міста Дербента й залізниці — 40 км.

## Географія
Розташований на низинній передгірській території Республіки Дагестан. Межує на півночі і заході з Табасаранським і Хівським, на півдні — з Курахським, на сході — з Магарамкентським і Дербентським районами республіки. Площа території — 666,3 км², або 1,4 % від загальної площі Дагестану.
Клімат в районі перехідний від помірного до субтропічного, напівсухого, в гірській частині помірно-континентальний. В Адміністративному центрі району (село Касумкент) в середньому температура повітря протягом року коливається від -11 °C до + 37 °C. Абсолютний мінімум -21,6 °C, максимум + 41,6 °C.
З екзотичних фруктів в районі ростуть гранат, хурма, інжир і частково ківі.

## Історія
Постановою 4-ї сесії ДагЦІК від 22.11.1928 г.із Гюнейського, Улуського, Кутур-Кюринського, а також 9 лезгінських сіл колишнього Південно-табасаранський, дільниць Кюринського округу утворений Касумкентський кантон. Постановою ВЦВК від 3.06.1929 р кантон перетворений в район. Указом ПВС РРФСР від 1.02.1963 р утворений Касумкентський сільський район, із включенням до його складу території скасованих Курахского і частини Магарамкентського районів. Указом ПВС РРФСР від 12.01.1965 р район відновлений в колишніх межах.
12 травня 1969 року, на честь сторіччя видатного поета — Сулеймана Стальського — Указом Президії Верховної Ради РРФСР Касумкентський район був перейменований в Сулейман-Стальський.

## Населення
Населення — 57 661 чоловік.
Національний склад
За даними Всеросійського перепису населення 2010 року:
| Народ        | Чисельність, чол. | Частка від усього населення,% |
| ------------ | ----------------- | ----------------------------- |
| Лезгини      | 58012             | 98,60 %                       |
| Росіяни      | 112               | 0,19 %                        |
| Табасарани   | 110               | 0,18 %                        |
| Рутульці     | 62                | 0,10 %                        |
| Агули        | 28                | 0,04 %                        |
| Інші         | 107               | 0,18 %                        |
| Не зазначили | 404               | 0,69 %                        |
| Усього       | 58835             | 100,00 %                      |

## Економіка
У всі села є автомобільне цілорічне сполучення, за винятком кількох населених пунктів в радіусі 25-30 км від районного центру, яке порушується частково в зимовий час. Всі населені пункти району електрифіковані і в багатьох є природний газ. Функціонує ретрансляційна телевізійна станція.